# 路人超能100
《路人超能100》是日本網路漫畫家ONE的作品。2012年4月開始於小學館的網路漫畫平台裏Sunday連載，當時在該網站獲得了最高的點閱投票數，並於2014年12月由裏Sunday開發的手機應用程式MangaONE上連載。台灣於2014年4月由青文出版社發行中文授權版。
《REIGEN ～靈級值MAX131的男人～》是ONE完結《路人超能100》之後，2018年3月19日起繼續在MangaONE上以「REIGEN」為名稱連載的外傳漫畫。以靈幻新隆為主角，劇情設定是在正傳完結之後，2019年2月19日單行本化。
電視動畫方面，在ONE的另一部作品《一拳超人》2015年經由MADHOUSE動畫化引發熱潮之後，BONES宣布在2016年將此作動畫化，因而頗受關注，2016年7月11日至9月26日播出第1季，此作以製作精良、角色刻畫而在歐美評論者間獲得極高的評價。2018年3月18日於『路人超能100 REIGEN ～不為人知的奇蹟靈能力者～』上映會，由角色聲優在活動中宣布製作電視動畫第2季的消息，於2019年1月7日至4月1日播出；2019年4月1日，動畫官方網站發布新作OVA決定製作的消息，標題名為《路人超能100 第一回靈能相談所員工旅遊 ～填滿內心的療癒之旅～》。作為原作者ONE所描繪的完全新作故事內容，發售時間2019年9月25日。並在OVA發行之前將於同年7月7日舉辦的戶外活動開催先行公開上映。
2021年10月19日，動畫官方宣布決定製作第3季的消息。第3季PV於2022年9月28日釋出，並於10月5日首播，12月22日播放完畢。

## 故事簡介
一名平凡的國中二年級少年影山茂夫因存在感很低而遭人戲稱為「路人」。不起眼的他其實天生是一名力量強大的超能力者。歷經每一次的成長，都讓路人開始認為自己的超能力十分危險，為了不讓超能力失控，路人一直無意識地壓抑著自己的情感。雖然想平凡地度過每一天，但各種麻煩接二連三找上他。隨著被壓抑的情感在內心逐漸膨脹，路人體內積累的力量也蠢蠢欲動。在其心靈導師靈幻新隆的輔導下嘗試與自己的力量共存，然而環繞著其超能力，他逐漸認識其他的超能力者、惡靈及各種組織，而周圍的人也因為他的力量不斷地捲入受傷害但又得到救贖。在力量和感情的衝突中，他逐漸學會如何和自己的超能力相處，並在閉鎖情緒和能力的選擇外，思量如何在危險的世界當中，善用自己的力量與人們共存。

## 用語解說
調味市
茂夫居住的城市，市內的中學皆以調味料命名。
鹽中學
調味市的一所中學，茂夫與律所就讀的學校。
黑醋中學
調味市的一所中學，花澤所就讀的學校。
超能安全帽教
原宗教團體「（笑）」瓦解後，原教徒見識到茂夫的能力並把他奉為「神」，以茂夫為教祖成立起新宗教並以茂夫的頭髮特徵命名為「超能安全帽教」。從「（笑）」事件起，直到黑醋中學超能力事件流傳起超能安全帽傳說，教團迅速壯大，信眾突破700人，甚至擁有專屬的本部大廈作為據點。但信眾還不清楚教祖茂夫的真實身份，一直在尋找茂夫的行蹤。資金吃緊，在最上啟示惡靈事件後獲得金額不小的捐款。
覺醒研究所
出於所長密里賢治個人興趣而建立的人工增幅超能力研究所，規模頗大，由公寓改造。尋找天生超能力者，企圖以研究設備和實驗增幅能力。派出手下去搜集超能力者的傳聞和情報，發現的真正的超能力者不過都是些能力普普的孩子們，以時薪3000日元邀請他們參加覺醒訓練，孩子們只要展示能力大部分時間都是在打遊戲，相當的悠閒，對超能力的提升也稍有成效。研究所被「爪」摧毀，情報被奪走，超能力者的孩子們也被抓走。在光輝的協助下重建，經過「爪」事件後燃起了孩子們變強的鬥志。
爪
超能力者犯罪組織，在世界各地都有支部。集結各地危險傾向的超能力者壯大戰力，企圖以超能力興起革命征服世界的恐怖組織。綁架還是孩子的天生能力者「自然者」進行洗腦培育成士兵。成功的以研究設施人工開發超能力，通過嚴刑酷打的痛苦覺醒訓練，把普通人以人工方式開發為超能力者「覺醒者」，覺醒者能力平平，但人海戰術下具有相當威脅力。無法覺醒的普通成員被稱為「訓練員」。成員向老大挑戰成功即可取而代之其地位，失敗後留下傷痕而實力得到認同者即可成為幹部「傷」。
日輪靈能聯合會
類似靈能力者的工會，會長為淨堂麒麟。旗下的靈能者為數眾多。
Happy Trail Bar
靈幻有時會去的酒吧，在那免費幫受生活各類問題所苦的人們解惑。但在靈幻被世人質疑而想請酒吧的客人與酒保作證時卻被拒絕。

## 出版書籍
正篇
| 冊數 | 小學館         | 小學館                 | 青文出版社     | 青文出版社             | 博集天卷     | 博集天卷               |
| 冊數 | 發售日期       | ISBN                   | 發售日期       | ISBN / EAN             | 發售日期     | ISBN                   |
| ---- | -------------- | ---------------------- | -------------- | ---------------------- | ------------ | ---------------------- |
| 1    | 2012年11月16日 | ISBN 978-4-09-124102-3 | 2014年4月25日  | ISBN 978-986-356-002-9 | 2024年1月5日 | ISBN 978-7-5726-1164-3 |
| 2    | 2013年2月18日  | ISBN 978-4-09-124252-5 | 2015年4月25日  | EAN 471-8016-01238-7   | 2024年1月5日 | ISBN 978-7-5726-1165-0 |
| 3    | 2013年6月18日  | ISBN 978-4-09-124338-6 | 2015年8月25日  | EAN 471-8016-01399-5   | 2024年1月5日 | ISBN 978-7-5726-1166-7 |
| 4    | 2013年7月18日  | ISBN 978-4-09-124397-3 | 2016年4月25日  | EAN 471-8016-01807-5   | 2024年1月5日 | ISBN 978-7-5726-1186-5 |
| 5    | 2013年12月18日 | ISBN 978-4-09-124543-4 | 2016年6月25日  | EAN 471-8016-01869-3   | 2024年1月5日 | ISBN 978-7-5726-1187-2 |
| 6    | 2014年5月16日  | ISBN 978-4-09-124682-0 | 2016年8月25日  | EAN 471-8016-01925-6   | 2024年1月5日 | ISBN 978-7-5726-1327-2 |
| 7    | 2014年7月18日  | ISBN 978-4-09-125129-9 | 2016年10月25日 | EAN 471-8016-02023-8   | 2024年1月5日 | ISBN 978-7-5726-1328-9 |
| 8    | 2014年10月17日 | ISBN 978-4-09-125476-4 | 2016年12月25日 | EAN 471-8016-02117-4   | 2024年1月5日 | ISBN 978-7-5726-1329-6 |
| 9    | 2015年2月12日  | ISBN 978-4-09-125748-2 | 2017年3月25日  | EAN 471-8016-02218-8   | 2024年1月5日 | ISBN 978-7-5726-1431-6 |
| 10   | 2015年8月4日   | ISBN 978-4-09-126328-5 | 2017年5月25日  | EAN 417-8016-02349-9   | 2024年1月5日 | ISBN 978-7-5726-1432-3 |
| 11   | 2015年12月4日  | ISBN 978-4-09-126676-7 | 2017年7月25日  | EAN 471-8016-02432-8   | 2024年1月5日 | ISBN 978-7-5726-1433-0 |
| 12   | 2016年6月17日  | ISBN 978-4-09-127310-9 | 2017年10月20日 | EAN 471-8016-02620-9   | 2024年1月5日 | ISBN 978-7-5726-1434-7 |
| 13   | 2016年8月19日  | ISBN 978-4-09-127373-4 | 2018年5月14日  | EAN 471-8016-02945-3   | 2024年1月5日 | ISBN 978-7-5726-1435-4 |
| 14   | 2017年4月19日  | ISBN 978-4-09-127592-9 | 2018年8月9日   | ISBN 978-986-356-547-5 | 2024年1月5日 | ISBN 978-7-5726-1445-3 |
| 15   | 2017年10月19日 | ISBN 978-4-09-127819-7 | 2019年1月19日  | ISBN 978-986-356-740-0 | 2024年1月5日 | ISBN 978-7-5726-1446-0 |
| 16   | 2018年7月19日  | ISBN 978-4-09-128460-0 | 2019年4月17日  | ISBN 978-986-356-884-1 | 2024年1月5日 | ISBN 978-7-5726-1447-7 |

外傳-REIGEN ～靈級值MAX131的男人～/REIGEN ～霊級値MAX131の男～
| 冊數 | 小學館        | 小學館                 | 青文出版社    | 青文出版社             | 博集天卷     | 博集天卷               |
| 冊數 | 發售日期      | ISBN                   | 發售日期      | ISBN / EAN             | 發售日期     | ISBN                   |
| ---- | ------------- | ---------------------- | ------------- | ---------------------- | ------------ | ---------------------- |
| 全   | 2019年2月19日 | ISBN 978-4-09-128767-0 | 2020年2月13日 | ISBN 978-986-512-233-1 | 2024年1月5日 | ISBN 978-7-5726-1312-8 |

## 電視動畫
於2015年12月公佈製作電視動畫，由曾經製作過《鋼之鍊金術師》、《交響詩篇AO》、《血界戰線》等作品在全球擁有許多簇擁者的BONES擔當動畫製作。第1期於2016年7月11日至9月26日播出，第2期於2019年1月7日至4月1日播出。日文旁白為大塚明夫，在本作也兼配小酒窩一角，中文旁白為梁興昌，粵語旁白為黃志明。

### 製作
導演立川讓接到工作不久後，就意識到這是能夠實現新動畫概念的好機會。他喜歡漫畫中ONE獨特的分鏡，也力圖再現初讀作品時的衝擊感，但因為是動畫的緣故，要重現近似的風韻，需要糅合新概念做一些改動，對他而言，這是非常好玩的。
立川是希望掌握好節奏，企圖努力讓觀眾欲罷不能，製作讓觀眾即使腦袋放空也能笑出來的王道娛樂作品，同時呈現過去的動畫未曾見過的新動畫表現手法。以往立川處理的動畫都是嚴肅正劇居多，類似本作逐步推進來釋放笑點的搞笑劇對他而言是全新的挑戰。

#### 畫風
立川在主角影山茂夫的角色設計方向與原作風格的取捨上，最後選擇違背主流，稍作修飾維持了原作的風貌，在這點上也與龜田祥倫正好不謀而合。雖然他也有能力美化角色製作女性向的作品，但是最後製作團隊總體傾向採納接近原漫畫作者ONE原作的風格。立川指出要保持原作畫風並不簡單，原作人物畫法雖然乍看平平無奇，實則有一種微妙的平衡感，稍不留意則味道不正。
他為此特意請來《宇宙浪子》中大顯身手的河野羚擔任美術監督，河野看似懶散隨意卻獨具視覺衝擊感的背景將是作品的一大特點，譬如建築物，放棄畢恭畢正的直線，採取有些歪曲的手繪線條，遠景上則省略或是故意扭曲透視，以營造那種漫不經心的獨特氣氛。此外，在應用靜止畫和動作來回的程式化搞笑模式同時，會加入嚴謹的廣角構圖，也會把線稿攝影完的鏡頭直接放上去。節奏把控上，會在總體快速推進的劇情裏，插進嚴肅或恐怖的橋段。

#### 配音員
配音方面，關於立川讓所以選擇新人伊藤節生擔正演繹影山茂夫，是出於立川想要有一把大家無法辨識的全新聲音，他對茂夫的第一印象是淳樸，初登場要有無色透明的感覺，之後才受到周圍影響，逐漸加進少許色彩。因此希望角色塑造上聲優不要投入感情色彩，而主張採用缺乏主演經驗，外貌和聲音都很清爽乾淨的伊藤。
靈幻新隆一角的選擇，是出於櫻井孝宏原生的神秘特質感很適合。
小酒窩一角的選擇，除了立川個人很喜歡大塚明夫的聲音外，劇中也需求一位資深聲優能夠分別演繹曾是強勢教主又是弱小幽靈的同一角色。
至於原作者ONE則表示，過去創作時從未思考過角色的聲音甚至是茂夫以外角色的年齡。

#### 製作人員
製作人員方面，龜田祥倫除了角色設計外，也兼做作畫監督。龜田處理畫面除顏色幻變多彩外，以第1話而言，靈幻的場面就頗見豐富的喜劇色效，動作場面亦是多變，表情變化精彩。立川提到他對龜田的要求，龜田都以倍相還，交出了要求以上的成果。

#### 配樂
音樂方面他們任用了川井憲次，立川提到他們為詐欺師靈幻新隆製作了絕佳的角色音樂，也配有一些昭和風格的歌曲，整體而言音樂類型相當多元。

#### 片尾技法
動畫片尾採用玻璃動畫技法繪製，畫師為佐藤美代。除片尾外，正片各集中如第一集6分鐘處的惡靈、第二集18分鐘處的惡靈等處也散見該技術的使用。佐藤在正片中的作畫基本上是處理幽靈的恐怖畫面。
片尾在主題選材上以詐欺師角色靈幻新隆的早晨日常為主題是立川的主意，以增強靈幻私生活方面的描述，龜田祥倫則曾向佐藤強調手的設定，佐藤自己因調味市音近的緣故選擇在東京調布市河川近處取材室外的景象。在靈幻見到茂夫前的黑白片段，佐藤曾特向BONES的女性員工請教增強角色性感度的畫法，所以可以見到動畫片尾在靈幻的各種小動作上特別下功夫並且見效。佐藤本提案片尾全段黑白，遇見茂夫後世界轉有色彩乃是立川的想法。

### 製作人員
|          | 第1期                            | 第2期                            | 第3期                            |
| -------- | -------------------------------- | -------------------------------- | -------------------------------- |
| 原作     | ONE （小學館「MangaONE」連載中） | ONE （小學館「MangaONE」連載中） | ONE （小學館「MangaONE」連載中） |
| 總導演   | -                                | -                                | 立川讓                           |
| 導演     | 立川讓                           | 立川讓                           | 蓮井隆弘                         |
| 劇本統籌 | 瀨古浩司                         | 瀨古浩司                         | 瀨古浩司                         |
| 人物設定 | 龜田祥倫                         | 龜田祥倫                         | 龜田祥倫                         |
| 美術監督 | 河野羚                           | 河野羚                           | 河野羚                           |
| 色彩設計 | 中山志穗子                       | 中山志穗子                       | 中山志穗子                       |
| 攝影監督 | 古本真由子                       | 古本真由子                       | 古本真由子                       |
| 音響監督 | 若林和弘                         | 若林和弘                         | 若林和弘                         |
| 音樂     | 川井憲次                         | 川井憲次                         | 川井憲次                         |
| 製片人   | 松田章男、小岐須泰世             | 松田章男、小岐須泰世             | 松田章男、小岐須泰世             |
| 製片人   | 永野優希、福田順、伊藤幸弘       | 近藤秀峰、南雅彦、大森慎司       | 近藤秀峰、南雅彦、大森慎司       |
| 製片人   | 永野優希、福田順、伊藤幸弘       | 宮城揔次                         | 小澤文啟、上野勇介               |
| 動畫製作 | BONES                            | BONES                            | BONES                            |
| 製作     | 「路人超能100」製作委員會        | 「路人超能100 II」製作委員會     | 「路人超能100 III」製作委員會    |

### 主題曲
第1期
片頭曲
「99」（第1話－第12話）
作詞、作曲：佐佐木淳一，編曲：前口涉，主唱：MOB CHOIR
片尾曲
（第1話－第7話、第9話－第11話）
作詞、作曲：Hirokazu Ebata，編曲：ALL OFF、Hirokazu Ebata，主唱：ALL OFF
「 -English ver.-」（第8話）
（同上）
「 -TEKINA remix-」（第12話）
（同上）混音編曲：DJ'TEKINA//SOMETHING

第2期
片頭曲
「99.9」（第1話－第13話）
作詞、作曲、編曲：，主唱：MOB CHOIR feat. sajou no hana
片尾曲
（第1話、第7話）
作詞、作曲、編曲：，主唱：sajou no hana
（第2話－第4話、第6話、第8話－第12話）
作詞、作曲：渡邊翔，編曲：，主唱：sajou no hana
（第5話）
作詞、作曲：渡邊翔，編曲：，主唱：sajou no hana
（第13話、特別篇）
作詞、作曲、編曲：，主唱：sajou no hana
插曲
（第6話）
作詞：熊野清美，作曲：sai_renji，編曲：佐左木裕，主唱：暗田留（種崎敦美） with 犬川（山下誠一郎）

第3期
片頭曲
「1」（第1話－第12話）
作詞：，作曲、編曲：，主唱：MOB CHOIR
片尾曲
（第1話－第3話、第5話、第7話、第9話－第12話）
作詞：，作曲：amazuti，編曲：渡邊拓也，主唱：MOB CHOIR
（第4話、第6話）
作詞：，作曲、編曲：，主唱：MOB CHOIR

### 各話列表
| 話數  | 日文標題   | 中文標題                                         | 中文標題                                  | 劇本     | 分鏡                     | 演出                | 作畫監督                                                                                     | 片尾插畫 | 原作話數     | 首播日期        |
| 話數  | 日文標題   | 臺灣                                             | 香港                                      | 劇本     | 分鏡                     | 演出                | 作畫監督                                                                                     | 片尾插畫 | 原作話數     | 首播日期        |
| 第1期 | 第1期      | 第1期                                            | 第1期                                     | 第1期    | 第1期                    | 第1期               | 第1期                                                                                        | 第1期    | 第1期        | 第1期           |
| ----- | ---------- | ------------------------------------------------ | ----------------------------------------- | -------- | ------------------------ | ------------------- | -------------------------------------------------------------------------------------------- | -------- | ------------ | --------------- |
| 001   |            | 自稱是靈能力者的 靈幻新隆與路人                  | 自稱靈能力者 靈幻新隆與路人               | 瀨古浩司 | 立川讓                   | 立川讓              | 龜田祥倫                                                                                     | 伊藤節生 | 1、外傳1     | 2016年 7月12日  |
| 002   |            | 對青春的疑問 腦感電波社登場                      | 對青春的疑問 腦感電波社登場               | 瀨古浩司 |                          | 安齋剛文            | 山田步                                                                                       | 種崎敦美 | 2～4、56     | 7月19日         |
| 003   |            | 受邀請前去聚會 簡單說就是想有女人緣              | 受邀請去聚會 簡單而言想有女人緣           | 瀨古浩司 | 立川讓                   | 重原克也            | 小田剛生                                                                                     | 佐武宇綺 | 5～8         | 7月26日         |
| 004   |            | 唯有笨蛋才能參加的活動，同類                     | 只有蠢材才能參加的活動，同類              | 瀨古浩司 | 立川讓                   | 太田知章            | 諸行沙羅                                                                                     | 藤村步   | 9～13        | 8月2日          |
| 005   |            | 敗軍之將，超能力與我                             | 敗軍之將，超能力與我                      | 瀨古浩司 | 藤澤研一                 | 藤澤研一            | 藤澤研一                                                                                     | 松浦奏平 | 14～19       | 8月9日          |
| 006   |            | 不協調，為達成這目的                             | 不協調，為了達成目的                      | 瀨古浩司 | 安齋剛文                 | 安齋剛文            | 吉田奏子                                                                                     | 不適用   | 20～24       | 8月16日         |
| 007   |            | 激揚，擁有了失去                                 | 抬頭，領悟喪失                            | 瀨古浩司 | 川畑喬                   | 川畑喬              | 齊藤英子 山田步                                                                              | 不適用   | 25～29 外傳7 | 8月23日         |
| 008   |            | 哥哥道歉，毀壞的意識                             | 哥哥道歉，破壞意圖                        | 瀨古浩司 | 立川讓 重原克也          | 大矢雄嗣            | 龜田祥倫                                                                                     | 不適用   | 29～34       | 8月30日         |
| 009   |            | “爪”，第七分部                                   | “爪”，第七分部                            | 瀨古浩司 | 寺東克己                 | 金森陽子            | 淺野直之 村井孝司                                                                            | 不適用   | 34～38       | 9月6日          |
| 010   |            | 巨大邪惡氣息，幕後黑手                           | 巨大邪惡氣息，幕後黑手                    | 瀨古浩司 | 小林寬                   | 重原克也            | 小田剛生、富田惠美 武藤信宏                                                                  | 不適用   | 39～43       | 9月13日         |
| 011   | ～Leader～ | 師父 ～領袖～                                    | 師父，領袖                                | 瀨古浩司 | 安齋剛文                 | 安齋剛文            | 齊藤英子、吉田奏子 蘆谷耕平、龜田祥倫                                                        | 不適用   | 44～46       | 9月20日         |
| 012   |            | 路人與靈幻 巨大槌蛇出現篇                        | 路人與靈幻 巨大槌蛇出現篇                 | 瀨古浩司 | 立川讓                   | 立川讓              | 龜田祥倫 吉田奏子                                                                            | 不適用   | 47～50 外傳8 | 9月27日         |
| OVA   |            | REIGEN ～不為人知的奇蹟靈能力者～                |                                           | 瀨古浩司 | 立川讓                   | 重原克也 大矢雄嗣   | 小柏奈弓                                                                                     | 不適用   | 不適用       | 2018年 12月23日 |
| 第2期 |            |                                                  |                                           |          |                          |                     |                                                                                              |          |              |                 |
| 001   |            | 神經緊張，有人在看著                             |                                           | 瀨古浩司 | 安齋剛文                 | 大矢雄嗣            | 吉田奏子                                                                                     | 伊藤節生 | 51～52、57   | 2019年 1月7日   |
| 002   |            | 都市傳說，與傳聞相遇                             |                                           | 瀨古浩司 | 重原克也                 | 重原克也            | 龜田祥倫                                                                                     | 櫻井孝宏 | 53～55       | 1月14日         |
| 003   |            | 重重危險，變質                                   |                                           | 瀨古浩司 | 藤澤研一                 | 藤澤研一            | 小笠原真                                                                                     | 立川讓   | 58、59部分   | 1月21日         |
| 004   |            | 本質，惡靈                                       |                                           | 瀨古浩司 | 向井雅浩 立川讓          | 三宅將平            | 內田直人                                                                                     | 不適用   | 59～64       | 1月28日         |
| 005   |            | 不和，選擇                                       |                                           | 瀨古浩司 | 伍柏諭                   | 伍柏諭              | 伍柏諭                                                                                       | 不適用   | 64～67       | 2月4日          |
| 006   |            | 孤獨的Whitey                                     |                                           | 立川讓   | 安齋剛文                 | 蓮井隆弘            | 小柏奈弓                                                                                     | 不適用   | 68～71       | 2月11日         |
| 007   |            | 陷入絕境，真面目                                 |                                           | 立川讓   | 立川讓                   | 飛田剛              | 龜田祥倫                                                                                     | 不適用   | 71～73       | 2月18日         |
| 008   |            | 即使如此，還是前進                               |                                           | 瀨古浩司 | 大矢雄嗣                 | 大矢雄嗣            | 吉田奏子                                                                                     | 不適用   | 74～76       | 2月25日         |
| 009   |            | 讓你見識一下吧，集合                             |                                           | 瀨古浩司 | 竹內浩志                 | 竹內浩志            | 竹內浩志                                                                                     | 不適用   | 76～81       | 3月4日          |
| 010   |            | 衝突，力量系                                     |                                           | 瀨古浩司 | 重原克也                 | 重原克也            | 內田直人 中村颯                                                                              | 不適用   | 82～85       | 3月11日         |
| 011   |            | 指導，感測能力者                                 |                                           | 瀨古浩司 | 土上樹                   | 土上樹              | 小柏奈弓、吉田奏子 龜田祥倫                                                                  | 不適用   | 86～88       | 3月18日         |
| 012   |            | 回歸社會之戰，友情                               |                                           | 瀨古浩司 | 高橋敦史                 | 曾根利幸            | 立川讓、石田廣二 藤卷裕一                                                                    | 不適用   | 89～90前半段 | 3月25日         |
| 013   |            | BOSS戰 ～最後的光芒～                            |                                           | 瀨古浩司 | 佐藤真二                 | 大矢雄嗣 立川讓     | 龜田祥倫 吉田奏子                                                                            | 不適用   | 90後半段～92 | 4月1日          |
| OVA   |            | 第一回 靈能相談所員工旅遊 ～填滿內心的療癒之旅～ |                                           | 瀨古浩司 | 大矢雄嗣                 | 大矢雄嗣            | 長坂慶太、石田廣二 內田直人 中村颯                                                             | 不適用   | 動畫原創     | 2019年 9月25日  |
| 第3期 |            |                                                  |                                           |          |                          |                     |                                                                                              |          |              |                 |
| 001   |            | 未來 ～志願〜                                    | 未來 ～志願〜                             | 瀨古浩司 | 蓮井隆弘                 | 蓮井隆弘            | 丹羽弘美、粟田香菜子                                                                         | 不適用   |              | 2022年 10月6日  |
| 002   |            | 妖怪獵人天草晴明登場！ ～百鬼的威脅！！～        | 妖怪獵人天草晴明登場！ ～百鬼的威脅！！～ | 瀨古浩司 | 蓮井隆弘                 | 進藤陽平            | 賴志青、香田知樹 坂本龍典                                                                    | 不適用   |              | 10月13日        |
| 003   |            | 得意忘形 ～100%～                                | 得意忘形 ～100%～                         | 瀨古浩司 | 神谷友美                 | 阿部將光            | 粟田香菜子、野間千賀子 小柏奈弓                                                              | 不適用   |              | 10月20日        |
| 004   |            | 神樹➀ 〜教祖登場〜                               | 神樹➀ 〜教祖登場〜                        | 瀨古浩司 | 内田直人                 | 内田直人            | 内田直人、中村颯 齊藤英子、丹羽弘美                                                          | 不適用   |              | 10月27日        |
| 005   |            | 神樹➁ 〜和平〜                                   | 神樹➁ 〜和平〜                            | 瀨古浩司 | 重原克也                 | 重原克也            | 頼志青、伊藤公崇                                                                             | 不適用   |              | 11月3日         |
| 006   |            | 神樹➂ 〜小酒窩是〜                               | 神樹➂ 〜小酒窩是〜                        | 瀨古浩司 | 木曽勇太                 | 木曽勇太            | 亀田祥倫、粟田香菜子                                                                         | 不適用   |              | 11月10日        |
| 007   |            | 通訊中① ～寒假～                                 | 通訊中① ～寒假～                          | 立川讓   | 伊藤慎之助               | 伊藤慎之助          | 丹羽弘美、小柏奈弓 齊藤英子、賴志青 野間千賀子、早瀨真紀子                                   |          |              | 11月17日        |
| 008   |            | 通訊中② 〜第三類接觸〜                           | 通訊中② 〜第三類接觸〜                    | 立川讓   | 伍柏諭                   | 伍柏諭              | 伍柏諭                                                                                       |          |              | 11月24日        |
| 009   |            | 路人① 〜搬家〜                                   | 路人① 〜搬家〜                            | 瀬古浩司 | 谷田部透湖               | 進藤陽平            | 藤卷裕一、小柏奈弓 齊藤英子、 早瀬真紀子                                                     |          |              | 12月1日         |
| 010   |            | 路人② 〜勁敵〜                                   | 路人② 〜勁敵〜                            | 瀬古浩司 | 内田直人 蓮井隆弘 立川讓 | 伊藤慎之助 内田直人 | 粟田香菜子、丹羽弘美 吉田奏子、内田直人 早瀬真紀子                                           |          |              | 12月8日         |
| 011   |            | 路人③ 〜心靈創傷〜                               | 路人③ 〜心靈創傷〜                        | 瀬古浩司 | 重原克也 木曾勇太        | 重原克也            | 藤卷裕一、頼志青 小柏奈弓、齊藤英子 早瀬真紀子                                               |          |              | 12月15日        |
| 012   |            | 告白 ～之後～                                    | 告白 ～之後～                             | 瀬古浩司 | 蓮井隆弘                 | 蓮井隆弘            | 龜田祥倫、丹羽弘美、小柏奈弓 藤巻裕一、齊藤英子、吉田奏子 野間千賀子、早瀬真紀子、粟田香菜子 |          |              | 12月22日        |

### BD／DVD
| 卷數   | 發售日期       | 收錄話數       | 規格編號   | 規格編號   | 封面人物                               |
| 卷數   | 發售日期       | 收錄話數       | BD初回版   | DVD初回版  | 封面人物                               |
| 第1期  | 第1期          | 第1期          | 第1期      | 第1期      | 第1期                                  |
| ------ | -------------- | -------------- | ---------- | ---------- | -------------------------------------- |
| 1      | 2016年9月28日  | 第1話－第2話   | 1000620407 | 1000620413 | 路人、靈幻                             |
| 2      | 2016年10月26日 | 第3話－第4話   | 1000620408 | 1000620414 | 光輝、律                               |
| 3      | 2016年11月23日 | 第5話－第6話   | 1000620409 | 1000620415 | 暗田留、米里、高嶺蕾                   |
| 4      | 2016年12月21日 | 第7話－第8話   | 1000620410 | 1000620416 | 鬼瓦、肉體改造社                       |
| 5      | 2017年1月25日  | 第9話－第10話  | 1000620411 | 1000620417 | 鈴木將、小酒窩                         |
| 6      | 2017年2月22日  | 第11話－第12話 | 1000620412 | 1000620418 | 路人、靈幻、小酒窩                     |
| REIGEN | 2018年3月18日  | REIGEN         | 1000709817 | 1000709818 | 路人、靈幻、小酒窩、律、花澤           |
| 第2期  |                |                |            |            |                                        |
| 1      | 2019年4月3日   | 第1話－第3話   | 1000741621 | 1000741628 | 路人、靈幻、小酒窩                     |
| 2      | 2019年4月24日  | 第4話－第5話   | 1000741622 | 1000741629 | 最上、美乃梨、路人、靈幻               |
| 3      | 2019年5月29日  | 第6話－第7話   | 1000741623 | 1000741630 | 將、律、花澤、路人、小酒窩、靈幻、森羅 |
| 4      | 2019年6月26日  | 第8話－第9話   | 1000741624 | 1000741631 | 一、蕾                                 |
| 5      | 2019年7月24日  | 第10話－第11話 | 1000741625 | 1000741632 | 統一郎、亮、將、芹澤、柴田宏、峯岸     |
| 6      | 2019年8月29日  | 第12話－第13話 | 1000741626 | 1000741633 |                                        |
| OVA    |                |                |            |            |                                        |
| OVA    | 2019年9月25日  | 全1話          | 1000741627 | 1000741634 | 路人、律、花澤、靈幻、小酒窩、芹澤     |

### 播放電視台
日本深夜動畫：下文記載的日本国内播放時間使用日本標準時間（UTC+9）表示。因為部分時間标识會採用30小时制，因此請留意这类超过24:00的时间，其實際播放時間為翌日清晨。
| 播放日期                                                                    | 播放時間（UTC+9）         | 播放電視台 | 播放地區   | 備註                   |
| --------------------------------------------------------------------------- | ------------------------- | ---------- | ---------- | ---------------------- |
| 2016年7月11日－9月26日                                                      | 星期一 24時00分－24時30分 | TOKYO MX   | 東京都     |                        |
|                                                                             | 星期一 26時30分－26時58分 | 讀賣電視台 | 近畿廣域圈 | 「MANPA」第2部         |
| 2016年7月12日－9月27日                                                      | 星期二 24時30分－25時00分 | BS富士     | 日本全國   | 製作委員會參加／BS放送 |
| 2016年7月20日－10月5日                                                      | 星期三 24時30分－25時00分 | 朝視頻道1  | 日本全國   | CS放送／有重播         |
| 本篇播放開始之前的一週先以作為特別節目『100 100SP』播出（部分播放局之外）。 |                           |            |            |                        |

| 播放日期              | 播放時間（UTC+9）         | 播放電視台   | 播放地區   | 備註                        |
| --------------------- | ------------------------- | ------------ | ---------- | --------------------------- |
| 2019年1月7日－4月1日  | 星期一 23時00分－23時30分 | TOKYO MX     | 東京都     |                             |
| 2019年1月8日－4月2日  | 星期一 24時00分－24時30分 | BS富士       | 日本全國   | BS放送／「ANIME GUILD」時段 |
| 2019年1月9日－4月3日  | 星期三 26時50分－27時20分 | 朝日放送電視 | 近畿廣域圈 | 「週三動畫〈水MON〉」第2部  |
| 2019年1月10日－4月4日 | 星期四 21時00分－21時30分 | AT-X         | 日本全國   | CS放送／有重播              |

| 播放日期                                                                                         | 播放時間（UTC+9）                                   | 播放電視台 | 播放地區 | 備註                        |
| ------------------------------------------------------------------------------------------------ | --------------------------------------------------- | ---------- | -------- | --------------------------- |
| 2022年10月6日－                                                                                  | 星期三 24時00分－24時30分                           | TOKYO MX   | 東京都   |                             |
|                                                                                                  | 星期三 24時30分－25時00分                           | BS富士     | 日本全國 | BS放送／「ANIME GUILD」時段 |
| 2022年10月7日 2022年10月14日－                                                                   | 星期五 17時00分－17時30分 星期五 17時30分－18時00分 | 卡通頻道   | 日本全國 | CS放送／有重播              |
| 互聯網Amazon Prime Video原定於2022年10月6日每週三 25:00 分發。但由於系統故障，第一次播放被延誤。 |                                                     |            |          |                             |

| 播放地區 | 播放電視台  | 播放日期                      | 當地播放時間                  | 所屬聯播網   | 備註                            |
| 第1期    | 第1期       | 第1期                         | 第1期                         | 第1期        | 第1期                           |
| -------- | ----------- | ----------------------------- | ----------------------------- | ------------ | ------------------------------- |
| 香港     | Animax      | 2016年7月12日－9月27日        | 星期二 22時30分－23時00分     | 有線電視     |                                 |
| 香港     | ViuTV       | 2017年12月10日－2018年3月25日 | 星期日 23時00分－23時30分     | 數碼地面電視 | 粵日雙語廣播 可網上重溫         |
| 台灣     | Animax      | 2016年7月12日－9月27日        | 星期二 22時30分－23時00分     | 有線電視     | 星期日18時30分－19時00分有重播  |
| 台灣     | Animax HD   | 2017年1月21日－1月28日        | 星期六 13時00分－16時00分     | 中華電信MOD  | 含中文配音 動畫「馬拉松」第一部 |
| 台灣     | i-Fun動漫台 | 2020年8月3日－8月18日         | 星期一至五 16時30分－17時00分 | 中華電信MOD  |                                 |
| 第2期    |             |                               |                               |              |                                 |
| 香港     | Animax      | 2019年1月8日－4月2日          | 星期二 20時00分－20時30分     | 有線電視     |                                 |

### 海外宣傳
2017年2月4日，台灣木棉花邀請到動畫製作團隊的三位核心人物，包括監督「立川讓」、人物設定「龜田祥倫」、以及男主角影山茂夫的聲優「伊藤節生」等人來台舉行簽名擊掌會。

## 手機遊戲
《路人超能100 ～超能益智～》是一款2016年9月26日起在App Store和Google Play上市的手機遊戲。CYBIRD發行。此遊戲於2018年5月23日結束營運。

## 電視劇
於2018年1月18日至4月5日，每星期四25時00分至25時30分在東京電視台首播，全12話。

### 演員
- 影山茂夫（路人）：濱田龍臣
- 靈幻新隆：波岡一喜（日语：波岡一喜）
- 高岭蕾：與田祐希（乃木坂46）
- 影山律：望月步
- 花澤輝氣：荒井敦史（日语：荒井敦史）
- 暗田留：山谷花純
- 父親：茂呂師岡（日语：モロ師岡）
- 密裏賢治：久保田悠來
- 白鳥大地：鹽野瑛久
- 白鳥海斗：福山康平（日语：福山康平）
- 黑崎麗：坂之上茜（日语：坂ノ上茜）
- 鄉田武藏：長濱慎
- 山村秀樹：黑石高大（日语：黒石高大）
- 志村遼平：鈴木貴之
- 神室真司：國島直希
- 枝野剛：根岸拓哉
- 鬼瓦天牙：白戶達也
- 山崎：中澤
- 小林：村松和輝（日语：村松和輝）
- 櫻威：出合正幸
- 誇山：岩永洋昭
- 槌屋：間宮夕貴（日语：間宮夕貴）
- 霧藤：鈴之助（日语：鈴之助）
- 老闆：木下鳳華（日语：木下ほうか）
- 小酒窩（教祖／人類）：島津健太郎（日语：島津健太郎）
- 小酒窩（聲音）：大塚明夫

### 製作人員
- 劇本：吉田玲子、國井桂（日语：国井桂）
- 導演：本浩一
- 音樂：部剛
- 主題歌：Thinking Dogs（日语：Thinking Dogs）
- 製作人：小林史憲、中野剛
- 總製作人：大和健太郎
- 共同製作人：成田岳
- Netflix共同製作人：小林史憲、瀧山直史
- 製作：東京電視台、東映影片（日语：東映ビデオ）
- 製作著作：電視劇「路人超能100」 製作委員會

### 播放電視台
| 播放日期                                     | 播放時間                                     | 播放電視台   | 播放地區   | 備註                  |
| -------------------------------------------- | -------------------------------------------- | ------------ | ---------- | --------------------- |
| 2018年1月19日－4月6日                        | 星期四 25時00分－25時30分                    | 東京電視台   | 關東廣域圈 | 製作局                |
| 2018年1月23日－3月27日 2018年4月4日－4月11日 | 星期二 23時00分－23時30分 24時00分－24時30分 | BS JAPAN     | 日本全國   | 製作委員會參加 BS放送 |
| 2018年2月1日－4月19日                        | 星期四 25時35分－26時05分                    | 和歌山電視台 | 和歌山縣   |                       |
| 2018年2月10日－4月28日                       | 星期六 25時00分－25時30分                    | 青森朝日放送 | 青森縣     |                       |

| 東京電視台 四劇25                    | 東京電視台 四劇25                     | 東京電視台 四劇25 |
| ------------------------------------ | ------------------------------------- | ----------------- |
|                                      | 路人超能100 （2018年1月19日－4月6日） |                   |
| Re:Mind （2017年10月19日－12月28日） | Smoking （2018年4月19日－7月5日）     |                   |

## 舞台劇
2018年1月在日本推出舞台劇，並沿用動畫中影山茂夫一角的原聲優伊藤節生出演同一个角色，同年9月推出續篇，部分演員變動未延續演出。

### 演員
- 影山茂夫（路人）：伊藤節生
- 霊幻新隆：馬場良馬
- 小酒窩灘儀武（日语：なだぎ武）
- 影山律：松本岳
- 花澤輝氣：河原田巧也（日语：河原田巧也）
- 暗田留：田上真里奈（日语：田上真里奈）
- 米里：末永美優（日语：末永みゆ）
- 鄉田武藏：鄉本直也（日语：郷本直也）→兼崎健太郎
- 鬼瓦天牙、惡靈天井破：木戶邑彌（日语：木戸邑弥）→大海將一郎（日语：大海将一郎）
- 德川光、枝野剛：星乃勇太（日语：星乃勇太）
- 佐川純、太郎：高橋良輔（日语：高橋良輔 (俳優)）→米村秀人（日语：米村秀人）
- 隈川弘、學生、惡靈聞香魔：三宅十空（日语：三宅十空）→赤谷翔次郎（日语：赤谷翔次郎）
- 志村遼平、竹中、信徒：能登屋日日丸
- 犬川豆太、黑醋中學學生：森公平（日语：森公平）
- 猿田尻彥、旁白：田代哲哉（日语：田代哲哉）
- 雉子林春人、學生：匁山剛志
- 客人、上班族、山崎：安田有志（日语：安田ユーシ）
- 花子、麻里、信徒：原彩弓
- 欺詐商、千尋、學生、老師：二見香帆
- 神室真司：平田裕一郎（日语：平田裕一郎）
- 鈴木將：永田聖一朗（日语：永田聖一朗）
- 櫻威：神里優希
- 誇山：和成
- 密裏賢治－平尾健蔵

### 製作人員（舞台劇）
- 原作：ONE
- 劇本、演出：川尻惠太（SUGARBOY）
- 舞台配樂： +
- Staging、編舞：竹森德芳
- 美術：中根聰子
- 影像：橫山翼、小野奈津江
- 舞台監督：田中翼

## 評價

### 漫畫
2017年1月23日，《路人超能100》獲得第62屆小學館漫畫獎的少年向部門獎。

### 動畫
在ANN眾評論者的每週評分中，除第7集評價不高之外，整體評價走勢愈見平穩趨上。至第8集也是夏季第8週時，該動畫第一次超越夏季以來一直盤踞單週評分首位的《Re:從零開始的異世界生活》，成為第一個取得首位的夏季動畫。在該季最後2集，《路人超能100》都穩坐每週單週評分第1名，也在最後2集時，在整個季節的累積分數超越《天真與閃電》，成為季節累積評分第2高的動畫，僅居春夏兩季連續25集播放的《Re:從零開始的異世界生活》之後；單就夏季而言，該動畫是最高得分者。ANN2016年的夏季番季後評價中，在9位季後評論者的選擇內，有4人選《路人超能100》為2016年夏季最佳，1人選為次佳。全面來看，在此次季後評價中，該動畫是2016年夏季最受好評的動畫。評論家大多表達了對該動畫初期以後漸入佳境的驚喜，也有意外自己喜歡上它的評論。整合評論來看，大體上讚賞視覺上動畫製作的畫面還有技術上的大膽奔放，喜歡這種獨樹一幟的劇情演出，有評劇情為機智、有趣，也有評論者欣賞劇情高潮的安排。尤其多方讚賞該作品角色的塑造，無論是青春期人際關係的描繪、主角茂夫掙扎痛苦的成長及他與師傅靈幻、弟弟律還有其他人的互動關係，都深切人性。
動畫魂的評論者nbht認為，動畫人設雖然不美型，然而製作卻相當不容易，就第一集而言其個人評價相當高。他對向來參與製作寫實系作品如電影動畫《死亡檯球》及其續作電視動畫《死亡遊行》（導演）、《恐怖殘響》（副導演）等經典寫實系動畫的立川讓能夠駕馭非寫實型的《路人超能100》感到驚訝，並認為立川還在此之上發揮了自己的優勢，在細節演技上十分用心，讓第一集的完成度相當地高。畫作上他則歸功於龜田祥倫，龜田偏金田系的作畫風格和原作十分切合，成功表現了奔放的畫面。另外該作部分畫面未經過傳統動畫流程徑用鉛筆稿，反而表現力非常強。針對人物太醜的問題，評論者認為製作方既有意為之，也下了大功夫，一方面是要還原原作風格，一方面是主要人物的性格確實無法帥氣起來，然而這群不完美的角色的某些要素，卻能通過搞笑有趣來讓觀眾喜歡；這也是導演和原作者的共同目的。美術方面，畫面中許多場景背景線都不是直線並有許多扭曲的廣角鏡頭，使得背景和人物的一體感更強。
動畫新聞網（Anime News Network, ANN）有5位評論者參與季初的首集評論，評價上主要是盛讚其畫作、創意，其次則是批評其劇情，尤其是打諢插科的部分。
其中Paul Jensen予4分，他認為該作畫風雖非主流，但很契合原作。該集讓他有點聯想起《宇宙浪子》那種創作前沿感。角色設計優秀、有創意，動畫以繽紛奔放的動作畫面到微小的肢體動作協助塑造角色性格。他提出該作所以幽默有趣主要來自靈幻新隆一角無恥詐欺師的演繹。
- Rebecca Silverman予2.5分，她認為該動畫所謂的幽默單調老套，動畫中那種過度奔放的色彩和躍動令人無所適從。
- Theron Martin予3.5分，他相當在意該作與《一拳超人》在人設上的雷同處，對於該作的笑點也幾乎無感，所以推薦該作惟在畫作精良，富有創意。
- Jacob Chapman評4.5分，他對大有天分的導演立川讓和理解千禧世代的無聊感的ONE的創作相當期待。他對動畫部分評價很高，主張很少動畫可以超越該作，該作作畫精良，細節到幀數上也驚人。不過就劇情而言，他認為惡人角色不明顯，所謂搞笑片段也效果不彰。
- Nick Creamer予4.5分，他讚賞立川讓的執導並詳細評論靈幻和路人的鏡頭手法。在同一作者的作品比較上，他批評《一拳超人》雖然好看但劇情缺乏方向感，此作則無此問題，畫作傑出外也不斷展現新創意。他不認為觀眾能夠普遍接受該作的幽默片段，但在整體節奏上還是恰到好處的。他提到這本是該季最有看頭的作品，基本符合期待並預測此作將會很受歡迎。

## 外部連結
- 《路人超能100》裏Sunday官網 （日語）
- 電視動畫《路人超能100》官方網站 （页面存档备份，存于） （日語）
- 電視動畫《路人超能100 II》官方網站 （页面存档备份，存于） （日語）
- 電視動畫《路人超能100 III》官方網站 （页面存档备份，存于） （日語）
- 路人超能100動畫版的X（前Twitter） （日語）
- 電視劇《路人超能100》東京電視台木Dora25 （页面存档备份，存于）官方網站 （日語）
- 路人超能100電視劇版的X（前Twitter）（日語）